# Bera (distrikt)

Beras läge i delstaten Pahang.

Bera är ett distrikt i delstaten Pahang, Malaysia. Distriktet har 97 882 invånare (2010).